# روزنامه فارس
المنطبعه فی‌الفارس یا فارس، نام اولین روزنامه استان فارس است.
این روزنامه در دوران قاجاریه و از سال ۱۲۸۹ هـ. ق، به وسیله میرزا تقی‌خان کاشانی، در شیراز به چاپ رسیده است.
نخستین شماره این روزنامه در روز یکشنبه ۲۰ جمادی‌الثانی سال ۱۲۸۹ هـ. ق مقارن با ۲۰ آگوست سال ۱۸۷۲ میلادی در شیراز به زیور طبع آراسته شد. بدین ترتیب، شیراز پس از تهران و تبریز، سومین شهری بود که دارای روزنامه گردید. این روزنامه به مدت یک‌سال در شیراز منتشر می‌شد.